# Bozen Green
Bozen Green è una borgata (hamlet) della parrocchia civile di Braughing nella contea dell'Hertfordshire in Inghilterra.